# Primera B de Fútbol Femenino 2021 (Chile)
El Campeonato Nacional de la Primera B de Fútbol Femenino 2021 fue la segunda edición del torneo de la Primera B de Fútbol Femenino de Chile. 
El torneo se inició el 2 de octubre de 2021 y finalizó el 27 de noviembre del mismo año.

## Sistema
El campeonato fue dividido en dos fases, una regular y una de play-offs. Los 10 equipos inicialmente fueron divididos en 3 grupos, con su composición derivada de la ubicación geográfica de cada club. El grupo norte estuvo compuesto por tres equipos, el grupo centro por cuatro equipos y el grupo sur por tres equipos, enfrentándose todos-contra-todos, en dos ruedas. 
Los clubes que clasificaron a la fase final o play-offs fueron los tres ganadores de cada grupo, y el mejor segundo lugar, determinado este por la tabla ponderada. Las semifinales se disputaron a partido único, y en caso de empate, el equipo clasificado se definirá en el punto penal. Para la final, el equipo con mejor posición en la tabla general actuará de local. En caso de empate, nuevamente se definirá a un ganador a través de penales.

## Equipos participantes

### Equipos por región
|  |

| Equipo              | Región             | Comuna o ciudad |
| ------------------- | ------------------ | --------------- |
| San Marcos de Arica | Arica y Parinacota | Arica           |
| Coquimbo Unido      | Coquimbo           | Coquimbo        |
| San Luis            | Valparaíso         | Quillota        |
| Unión Española      | Metropolitana      | Independencia   |
| O'Higgins           | O'Higgins          | Rancagua        |
| Curicó Unido        | Maule              | Curicó          |
| Rangers             | Maule              | Talca           |
| Huachipato          | Biobío             | Talcahuano      |
| Magallanes          | Araucanía          | Temuco          |
| Deportes Valdivia   | Los Ríos           | Valdivia        |

|
| Unión Española |

## Datos
| Equipo              | Ciudad                   | Entrenador           | Estadio                               |
| ------------------- | ------------------------ | -------------------- | ------------------------------------- |
| Coquimbo Unido      | Coquimbo                 | José Ilabaca         | Complejo Las Rosas                    |
| Curicó Unido        | Curicó                   | Patricio Silva       | Complejo Deportivo Curicó Unido       |
| Huachipato          | Talcahuano               | Franco Tapia         | Complejo Estadio Huachipato-CAP Acero |
| Magallanes          | Temuco                   | Cristián Figueroa    | Estadio Tegualda                      |
| O'Higgins           | Rancagua                 | Manuel Alarcón       | Monasterio Celeste                    |
| Rangers             | Talca                    | Mauricio Valenzuela  | Fiscal de Talca                       |
| San Luis            | Quillota                 | Pablo Bolados        | Complejo San Luis                     |
| San Marcos de Arica | Arica                    | Raúl Figueroa        | Carlos Dittborn                       |
| Unión Española      | Santiago (Independencia) | Elian Rosales        | Santa Laura U-SEK                     |
| Deportes Valdivia   | Valdivia                 | Katherine Peña Ojeda | Complejo UACh                         |

## Fase Zonal

### Zona Norte
| Pos. | Equipo              | Pts. | PJ | G | E | P | GF | GC | Dif. |  |
| ---- | ------------------- | ---- | -- | - | - | - | -- | -- | ---- |  |
| 1    | Coquimbo Unido      | 12   | 4  | 4 | 0 | 0 | 21 | 4  | +17  |  |
| 2    | San Luis            | 6    | 4  | 2 | 0 | 2 | 13 | 11 | +2   |  |
| 3    | San Marcos de Arica | 0    | 4  | 0 | 0 | 4 | 2  | 21 | −19  |  |

Actualizado a los partidos jugados el 6 de noviembre de 2021.
 Fuente: ANFP y Campeonato Chileno
     Accede a las semifinales.

### Zona Centro
| Pos. | Equipo         | Pts. | PJ | G | E | P | GF | GC | Dif. |  |
| ---- | -------------- | ---- | -- | - | - | - | -- | -- | ---- |  |
| 1    | O'Higgins      | 13   | 6  | 4 | 1 | 1 | 16 | 6  | +10  |  |
| 2    | Rangers        | 13   | 6  | 4 | 1 | 1 | 14 | 8  | +6   |  |
| 3    | Unión Española | 6    | 6  | 2 | 0 | 4 | 12 | 17 | −5   |  |
| 4    | Curicó Unido   | 3    | 6  | 1 | 0 | 5 | 7  | 18 | −11  |  |

Actualizado a los partidos jugados el 7 de noviembre de 2021.
 Fuente: ANFP y Campeonato Chileno
     Accede a las semifinales.

### Zona Sur
| Pos. | Equipo            | Pts. | PJ | G | E | P | GF | GC | Dif. |  |
| ---- | ----------------- | ---- | -- | - | - | - | -- | -- | ---- |  |
| 1    | Huachipato        | 10   | 4  | 3 | 1 | 0 | 13 | 1  | +12  |  |
| 2    | Deportes Valdivia | 4    | 4  | 1 | 1 | 2 | 10 | 9  | +1   |  |
| 3    | Magallanes        | 3    | 4  | 1 | 0 | 3 | 6  | 19 | −13  |  |

Actualizado a los partidos jugados el 6 de noviembre de 2021.
 Fuente: ANFP y Campeonato Chileno
     Accede a las semifinales.

## Fase Final
|  | Semifinales            | Semifinales |       |  | Final                  | Final |  |
|  |                        |             |       |  |                        |       |  |
|  | 14 de noviembre, 10:30 |             |       |  |                        |       |  |
|  | Coquimbo Unido         | 1 (1)       |       |  |                        |       |  |
|  | Huachipato (p.)        | 1 (3)       |       |  |                        |       |  |
|  |                        |             |       |  |                        |       |  |
|  |                        |             |       |  | 27 de noviembre, 15:00 |       |  |
|  |                        |             |       |  | Huachipato (p.)        | 3 (2) |  |
|  |                        | O'Higgins   | 3 (0) |  |                        |       |  |
|  |                        |             |       |  |                        |       |  |
|  |                        |             |       |  |                        |       |  |
|  |                        |             |       |  |                        |       |  |
|  | 13 de noviembre, 11:00 |             |       |  |                        |       |  |
|  | O'Higgins              | 2           |       |  |                        |       |  |
|  | Rangers                | 1           |       |  |                        |       |  |

## Campeón
|            |
| Huachipato |
| 2021       |
| 1.º título |

## Goleadoras
| Jugadora          | Equipo         | Goles |
| ----------------- | -------------- | ----- |
| Thiare Parraguez  | O'Higgins      | 9     |
| Natsumy Millones  | Coquimbo Unido | 5     |
| Yanette Jorquera  | Huachipato     | 5     |
| Waleska Campusano | Coquimbo Unido | 5     |
| Evangely Herrera  | Huachipato     | 5     |
| Monserrat Corona  | O'Higgins      | 5     |
| Yaritza Soto      | Unión Española | 4     |
| Valentina Godoy   | Coquimbo Unido | 4     |
| Milenka Ojeda     | San Luis       | 4     |
| Francisca Vargas  | Rangers        | 4     |
| Katalina Alarcón  | Rangers        | 3     |